# Sex and Violence
Sex and Violence è il quinto album in studio del gruppo hip hop statunitense Boogie Down Productions, pubblicato nel 1992.
| Recensione | Giudizio |
| ---------- | -------- |
| AllMusic   | [ 1 ]    |

## Tracce
1. The Original Way
2. Duck Down
3. Drug Dealer
4. Like a Throttle
5. Build & Destroy
6. Ruff Ruff
7. 13 and Good
8. Poisonous Products
9. Questions and Answers
10. Say Gal
11. We in There
12. Sex and Violence
13. How Not to Get Jerked
14. Who Are the Pimps?
15. The Real Holy Place

## Classifiche

### Classifiche settimanali
| Classifica (1992)         | Posizione massima |
| ------------------------- | ----------------- |
| Stati Uniti               | 42                |
| US Top R&B/Hip-Hop Albums | 20                |

### Classifiche di fine anno
| Classifica (1992)         | Posizione massima |
| ------------------------- | ----------------- |
| US Top R&B/Hip-Hop Albums | 87                |